# 圣玛丽拉罗贝尔
圣玛丽拉罗贝尔（法語：Sainte-Marie-la-Robert，法語發音：[sɛ̃t maʁi la ʁɔbɛʁ] ⓘ）是法国奥恩省的一个市镇，位于该省中西部，属于阿朗松区。

## 地理
圣玛丽拉罗贝尔（48°37'24"N, 0°9'24"W）面积5.45 平方千米，位于法国诺曼底大区奧恩省，该省份为法国西北部内陆省份，北起顺时针与卡爾瓦多斯省、厄尔省、厄尔-卢瓦省、萨尔特省、马耶讷省和芒什省接壤。
与圣玛丽拉罗贝尔接壤的市镇（或旧市镇、城区）包括：布塞、勒梅尼勒塞勒尔、圣玛格丽特-德卡鲁日、圣马丹莱吉永、维约蓬。

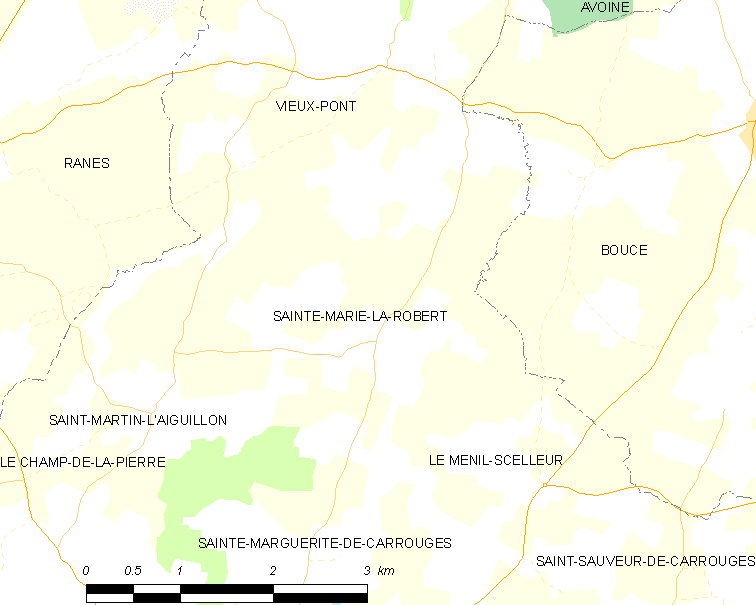
圣玛丽拉罗贝尔的OSM定位图

圣玛丽拉罗贝尔的时区为UTC+01:00、UTC+02:00（夏令时）。

## 行政
圣玛丽拉罗贝尔的邮政编码为61320，INSEE市镇编码为61420。

## 政治
圣玛丽拉罗贝尔所属的省级选区为马尼勒代塞尔县。

## 人口

1962-2008年间圣玛丽拉罗贝尔人口变化图示

圣玛丽拉罗贝尔于2022年1月1日时的人口数量为87人。